# Mleczaj omszony

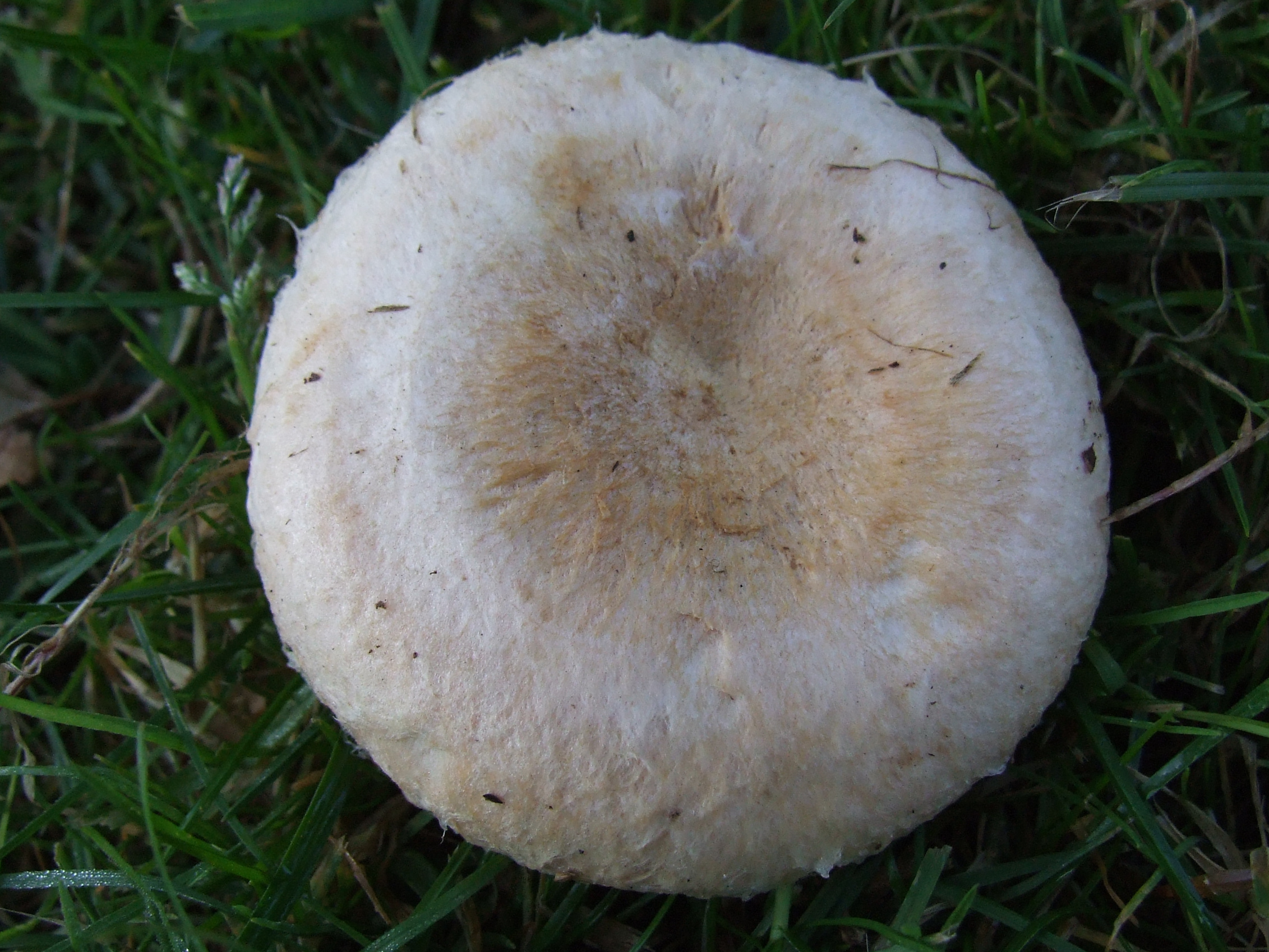

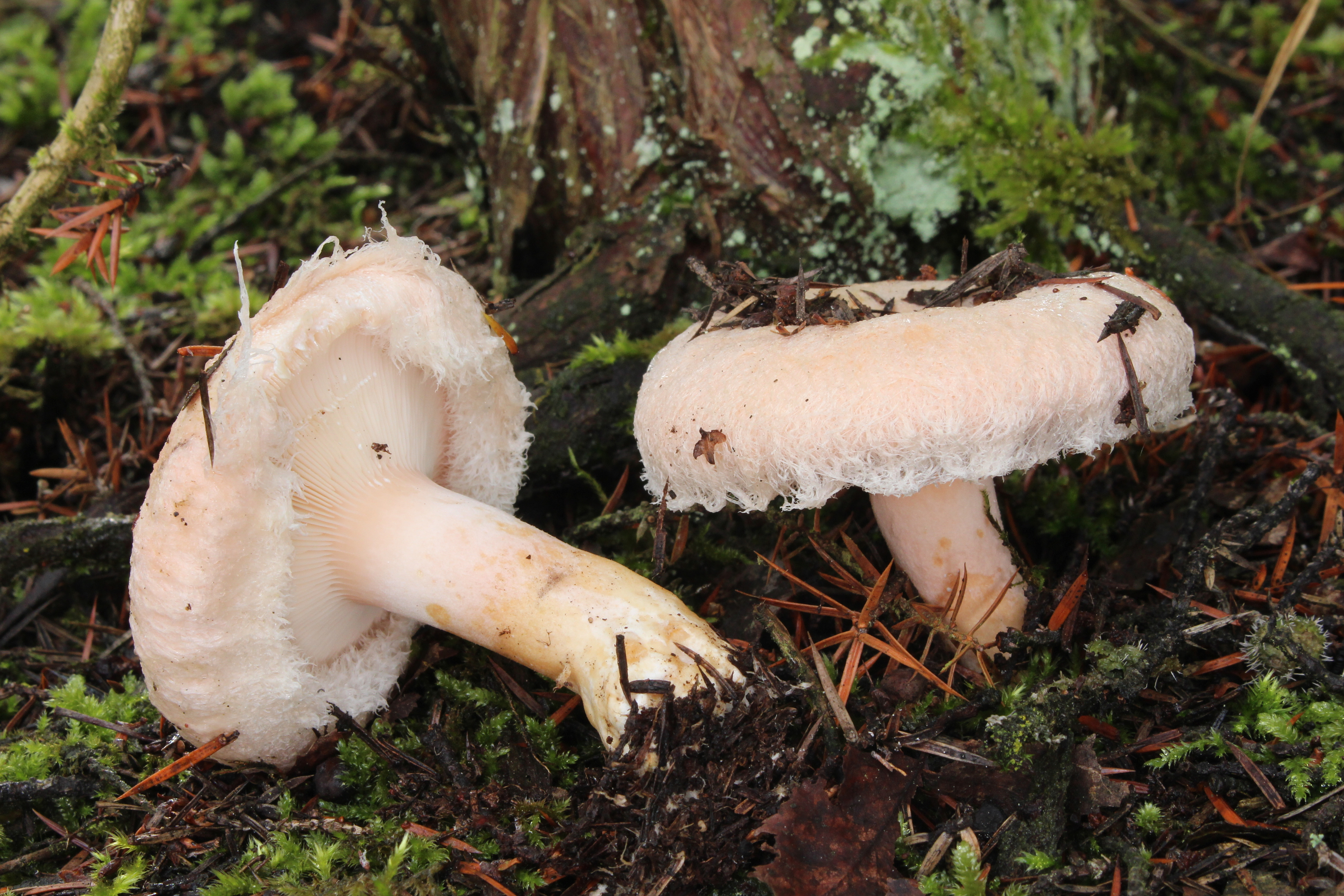

Mleczaj omszony (Lactarius pubescens Fr.) – gatunek grzybów należący do rodziny gołąbkowatych (Russulaceae).

## Systematyka i nazewnictwo
Pozycja w klasyfikacji według Index Fungorum: Lactarius, Russulaceae, Russulales, Incertae sedis, Agaricomycetes, Agaricomycotina, Basidiomycota, Fungi.
Po raz pierwszy opisał go Elias Fries w 1838 r. i nadana przez niego nazwa naukowa jest aktualna. Nazwa polska pojawiła się w pracy A. Borowskiej, Aliny Skirgiełło i E. Gardnweidner w 1993 r. Niektóre synonimy naukowe:
- Agaricus pubescens Fr. et Sacc. 1887
- Lactarius controversus var. pubescens (Fr.) Gillet 1876
- Lactarius torminosus subsp. pubescens (Fr.) Konrad & Maubl. 1935
- Lactarius torminosus var. pubescens (Fr.) S. Lundell 1956
- Lactifluus pubescens (Fr.) Kuntze 1991

## Morfologia
Kapelusz
Średnicy 5–12 cm. Za młodu wypukły z wgnieceniem pośrodku i silnie podwiniętymi, kosmato-wełnistymi brzegami. Skórka w stanie wilgotnym trochę lepka, szybko obsychająca. Kolor białawy, jacnoróżowy, żółtawy lub kremowy z centkami, ale bez koncentrycznych stref.
Blaszki
Wąskie i bardzo gęste, nieco zbiegające. Kolor białawy, potem kremowy z łososiowym odcieniem.
Trzon
Wysokość 2–5 cm, grubość 1–2 cm, walcowaty, pusty, przy ziemi zwężony i pusty wewnątrz. Barwy białawej, z cielistoróżowym połyskiem.
Miąższ
Zbudowany z kulistawych komórek, które powodują jego specyficzną (jak u wszystkich gołąbkowatych) kruchość i nieregularny przełam. Jest biały, kruchy, nie zmieniający zabarwienia po przekrojeniu. Dopiero podczas usychania grzyba zmienia kolor na żółty. Pod działaniem FeSO4 zmienia barwę na szarożółtą.
Mleczko
Białe, po wypłynięciu niezmieniające barwy. W starszych owocnikach wypływa słabo. W smaku silnie piekące.
Wysyp zarodników
Bladokremowy. Zarodniki jajowate, bezbarwne (hialinowe), o rozmiarach 6,5–8,5 × 5,5–6,5 μm, o drobnobrodawkowato-siatkowatej powierzchni, bez pory rostkowej, amyloidalne. Zarówno na ostrzu, jak i na boku blaszek występują liczne, wrzecionowate cystydy o rozmiarach około 40 × 7,5  μm.
Gatunki podobne
Najbardziej podobny jest mleczaj wełnianka (Lactarius torminosus), który również występuje pod brzozami. Różni się kolorem (ma silniej różowe zabarwienie) i wyraźnym strefowaniem kapelusza. Nieco podobny mleczaj złocisty (Lactarius chrysorrheus) nie ma owłosionego brzegu kapelusza i występuje pod dębami.

## Występowanie i siedlisko
Występuje w Europie, Azji, Ameryce Północnej, Australii. W Polsce nie jest rzadki, w piśmiennictwie mykologicznym podano liczne jego stanowiska. Występuje jednak rzadziej, niż mleczaj wełnianka.
Naziemny grzyb mykoryzowy. Rośnie w lasach liściastych, w parkach, w trawie, w obecności brzóz, w wilgotnych miejscach w lasach, na torfowiskach, bez szczególnych wymagań glebowych. Wytwarza owocniki (w Europie) od sierpnia do listopada.

## Znaczenie
Wskutek ostrego smaku zazwyczaj opisywany jest jako niejadalny. Jednak na opracowanej dla FAO liście grzybów jest wymieniony jako jadalny w Rosji. W stanie surowym zawiera substancje, które mogą powodować nudności, wymioty lub biegunkę, jednak po odpowiednim przyrządzeniu można go spożywać. Zaleca się w tym celu solenie, kiszenie lub marynowanie, po uprzednim kilkukrotnym namoczeniu w wodzie i obgotowaniu. Takie przygotowanie owocników pozbawia je także ostrego smaku. W Rosji mleczaj ten (również mleczaj wełnianka i inne mleczaje o ostrym smaku) jest kiszony w beczkach, podobnie, jak kapusta.